# Claudia Ceccarelli
Claudia Ceccarelli (Frascati, 26 maggio 1989) è un'allenatrice di calcio ed ex calciatrice italiana di ruolo centrocampista, tecnico delle Giovanissime della Res Roma.

## Palmarès
- Campionato italiano di Serie A2: 1

Res Roma: 2012-2013
- Campionato italiano di Serie B: 1

Res Roma: 2010-2011